# Старогавриковская улица
Старога́вриковская у́лица — улица в Южном Бутове Юго-Западного административного округа города Москвы.
Улица начинается от Плавского проезда и заканчивается также им. Фактически является внутриквартальным проездом.
Название улицы произошло от деревни Гавриково, которая существовала здесь.

## Транспорт
На улице нет остановок Московского общественного транспорта. Но близко к ней построены следующие остановочные пункты

#### Станции метро
- Бульвар Адмирала Ушакова (820 м)

#### Автобусные маршруты и остановки
- Остафьевская улица —  Бульвар Адмирала Ушакова —  Улица Скобелевская — Плавский проезд — Бартеневская улица (улица Адмирала Руднёва) (С1)
- Остафьевская улица —  Бунинская аллея — Плавский проезд —  Бульвар Дмитрия Донского —  Бутово (94)
- Остафьевская улица — Плавский проезд —  Ясенево (165)
- Остафьевская улица — Плавский проезд —  Бульвар Дмитрия Донского — 4-й микрорайон Северного Бутова (213)[4]

## Здания и сооружения
- Жилой дом № 37 (сохранился от бывшей деревни Гавриково).[5] По данным БТИ адрес впоследствии изменён на Бартеневскую ул., 13а[6].
- Гараж (относится к дому № 37)